# Dominó (álbum de 1988)
Dominó (também conhecido como o Álbum Preto) é o quarto álbum de estúdio da boy band brasileira de música pop Dominó, cujo lançamento ocorreu em 1988, pela gravadora Epic. Produzido por Oscar Gomez, é notável por ser a última gravação fonográfica da formação original do grupo.
Foram lançados quatro singles para promovê-lo, com destaque para "Com Todos Menos Comigo", "As Palavras" e "Bruta Ansiedade". Os dois últimos singles citados integraram trilhas sonoras de filmes dos Trapalhões, nos quais o grupo também atuou. 
A recepção crítica foi mista, mas o álbum foi premiado como "Melhor Conjunto Vocal de 1988" pela Antena de Ouro. Comercialmente, tornou-se um sucesso, alcançando discos de ouro e platina, e atingindo vendas de 1 milhão de cópias. 

## Produção e gravação
A produção foi feita por Oscar Gomez e as gravações ocorreram metade em São Paulo e metade em Madri. Em entrevista Nill revelou: "Chegamos a selecionar 80 músicas para escolher as 12 que seriam gravadas. É claro que não decidimos nada sozinhos, mas nunca porque estamos sendo manipulados e sim porque queremos sempre a opinião de quem tem de vida artística o tempo que temos de idade".
Segundo o integrante Nill, o álbum mostra o amadurecimento do grupo, em entrevista ele afirmou: "Quando fizemos os primeiros ensaios, estávamos com 13 anos apenas. Hoje já temos mais certeza do que queremos. Antes, éramos crianças aprendendo a andar e a falar, agora podemos dizer que já entramos na escola". Afonso Nigro revelou em entrevista que a evolução mostrada no disco foi natural e que a mesma vinha ocorrendo desde que lançaram a faixa "P da Vida" que aborda assuntos mais sérios.
Dominó ou Álbum Preto foi a última gravação de canções inéditas feitas pela formação original, que era composta por Afonso Nigro, Nill, Marcos Quintela e Marcelo Rodrigues. No ano seguinte, a banda passou a perder espaço no cenário pop e Nill saiu para começar carreira solo.

## Divulgação
Para promover o álbum foram lançados quatro singles, a saber: "Com Todos Menos Comigo", "As Palavras", "Bruta Ansiedade", e "Dono de Mim". O grupo chegou a gravar e se apresentar em diversos programas de TV cantando as canções desses singles, tais como o Globo de Ouro Os Trapalhões e Chegada do Papai Noel, da TV Globo. Em 21 de janeiro de 1989, eles ganharam um especial no programa Viva a Noite, do SBT, apresentado por Gugu Liberato.
A faixa "As Palavras" tem a participação especial da cantora e apresentadora Angélica. A música faz parte da trilha sonora do filme Os Heróis Trapalhões - Uma Aventura na Selva, do qual o grupo Dominó faz parte do elenco. O filme tornou-se um sucesso de bilheteria com 3.672.000 espectadores. As primeiras edições do álbum Dominó vinham com uma pequena foto da apresentadora Angélica na capa incluindo a informação de sua participação no disco.
"Bruta Ansiedade" também entrou para a trilha sonora de um filme de Os Trapalhões, trata-se de O Casamento dos Trapalhões, no qual o grupo também atua. A música ganhou um videoclipe dirigido por Elias Abrão (incluído no filme).

## Recepção crítica
| Críticas profissionais | Críticas profissionais |
| Avaliações da crítica  | Avaliações da crítica  |
| Fonte                  | Avaliação              |
| ---------------------- | ---------------------- |
| Diário do Pará         | Mista                  |

A recepção da crítica especializada em música quanto ao álbum foi mista. 
O jornalista Eduardo Augusto, do Diário do Pará, notou que houve um progresso vocal do grupo “embora “entonações irregulares, apropriadas as idades, deles, votem contra em algumas horas”. Ele afirmou que em termos de “padrão de qualidade” as faixas se assemelham a de grupos brasileiros como  o Brazilian Bitles e o Renato e Seus Blue Caps.

## Premiações
Em dezembro de 1988, o grupo recebeu o troféu de "Melhor Conjunto Vocal de 1988", na premiação Antena de Ouro.

## Desempenho comercial
Comercialmente, tornou-se mais um sucesso para o grupo. 
No ano de seu lançamento vendeu mais de 100 mil cópias, o que o tornou elegível para um disco de ouro. No programa Viva a Noite, do apresentador Gugu Liberato, exibido em 25 de fevereiro de 1989, receberam um disco de platina por vendas superiores a 250 mil cópias.
Segundo o suplemento da revista Veja, o Veja São Paulo, de 1 março de 1989, as vendas atingiram mais de 300 mil cópias até a data da publicação. Em setembro de 1989, a revista Star Show, da Editora Abril, publicou que as vendas atingiram 350 mil cópias no país.
Em 2019, em entrevista ao Programa Reclame, foi revelado por Afonso Nigro que o Álbum Preto foi o mais vendido do grupo, atingindo mais de 1 milhão de cópias.

## Lista de faixas
Créditos adaptados do LP Dominó, de 1988.
| Lado 1 |                                                   |                                       |                                          |         |  |
| N.º    | Título                                            | Compositor(es)                        | Versões originais                        | Duração |  |
| 1.     | "Com Todos Menos Comigo"                          | Guido Vitale, versão de Edgard Poças  | "Con todos menos conmigo" de Timbiriche  | 3:45    |  |
| 2.     | "As Palavras" (participação especial de Angélica) | Fernando de Diego, versão de Poças    | "Las palabras" de Mocedades              | 3:33    |  |
| 3.     | "Dono de Mim"                                     | David Bowie, Aloysio Reis, Biafra     | "All the Young Dudes" de Mott the Hoople | 3:36    |  |
| 4.     | "Nada Pra Mim" (No Quiero Decir Nada)             | Rosa Maria Girón, Carlos Gomez, Poças |                                          | 3:06    |  |
| 5.     | "Cara de Sorvete"                                 | Paul Mounsey, Poças                   |                                          | 3:24    |  |

| Lado 2 |                            |                                                |                                        |         |  |
| N.º    | Título                     | Compositor(es)                                 | Versões originais                      | Duração |  |
| 1.     | "Hey Baby"                 | Bruce Channel, Margareth Cobb, versão de Poças | "Hey Baby" de Bruce Channel            | 2:59    |  |
| 2.     | "Bruta Ansiedade"          | Javier Losada, Daniel Maroto, versão de Poças  | "¡Que mal, que mal!" de Veni Vidi Vici | 3:28    |  |
| 3.     | "América do Som"           | Mounsey, Poças                                 |                                        | 2:59    |  |
| 4.     | "Você Me Faz Lembrar Você" | Mounsey, Poças                                 |                                        | 4:59    |  |
| 5.     | "Paraíso"                  | Angel Rubio Linares, Poças                     |                                        | 3:21    |  |

## Ficha técnica
Informações extraídas do encarte do álbum
- Gravado nos estúdios:
  - Sonoland (Madri)
    - Engenheiros de som: Bob Painter e Coto
    - Assistentes: Fernando Lorido e Quincho Chaso
    - Mixagem: Bob Painter

  - Transamérica (São Paulo)
    - Engenheiros de som: Roberto Marques e João Roberto Guarino
    - Assistentes: Carlos Guedes e Ricardo Castelo Branco
- Músicos:
  - Bateria: Mariano Rico e Paco Garcia
  - Baixos: Billy Villegas, Eduardo Gracia e Manolo Toro
  - Guitarras: Pepe Marchante, Tony Carmona e Fernando de Diego
  - Teclados: Carlos Gomez, Antonio Sauco, Bob Painter e Javier Losada
  - Coros: Fernando Adour, Caio Flávio e Clóvis Trindade
  - Percussão: Henry Diaz
  - Assistente de produção: Jorge G. Garcia
  - Montagem: Pedro Batista
  - Corte: Elio Gomes e Manoel Magalhães

## Certificações e vendas
| Região | Certificação | Vendas estipuladas |
| ------ | ------------ | ------------------ |
| Brasil | Platina      | 1,000,000          |